# Кац, Борис Гершевич
Борис Гершевич Кац (англ. Boris Katz; род. 5 октября 1947, Кишинёв) — американский учёный в области информатики и компьютерных наук, старший научный сотрудник (Principal Research Scientist) и профессор Лаборатории информатики и искусственного интеллекта (CSAIL) Массачусетского технологического института в Кембридже.

## Биография
Борис Кац родился в Кишинёве в семье Эрша Каца (ум. 1976) и Хайки (Клары) Ландман (1921, Липканы — 2006, Кембридж), перед войной переселившихся в город из северного бессарабского местечка Липканы. Окончил Московский государственный университет и в ноябре 1978 года после нескольких лет в отказе для лечения дочери выехал в США благодаря личному вмешательству сенатора Эдварда М. Кеннеди. Диссертацию кандидата физико-математических наук защитил в 1975 году под руководством Е. М. Ландиса.
В настоящее время живёт в Бостоне, возглавляет научную группу InfoLab в Лаборатории информатики и искусственного интеллекта Массачусетского технологического института.
Борис Кац — создатель системы обработки информации СТАРТ (с 1993 года — в интернете), автор ряда работ в области обработки, генерации и восприятия естественных языков, машинного обучения, ускоренного доступа к мультимедийной информации.

## Семья
Братья — Виктор Гершевич Кац, американский математик, профессор Массачусетского технологического института; Михаил Гершевич Кац, израильский математик, выпускник Гарвардского и Колумбийского (Ph.D., 1984) университетов, профессор Университета имени Бар-Илана, автор монографии «Systolic Geometry and Topology» (Mathematical Surveys and Monographs, vol. 137. American Mathematical Society: Провиденс, 2007).
Дочь — Люба Кац, учёный в области биоинформатики (её муж — Алан Джасанофф, учёный в области нейровизуализации, профессор Массачусетского технологического института, сын профессоров Гарвардского университета Джей Джасаноффа и Шейлы Джасанофф).